# Claudio Villi

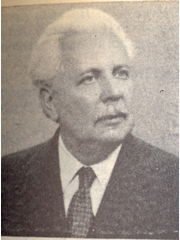
Senator Claudio Villi

Claudio Villi (Triëst, 22 maart 1922 – Rome, 18 december 1996) was hoogleraar kernfysica en senator van de Italiaanse Republiek.

## Levensloop
Villi groeide op in Triëst, in het koninkrijk Italië. Hij vocht met de communistische partisanen tijdens de Tweede Wereldoorlog. Nadien studeerde hij af in Triëst als fysicus. In 1960 werd Villi benoemd tot hoogleraar Theoretische Fysica aan de universiteit van Parma en kort nadien trok hij naar de universiteit van Padua. Hij bekleedde in Padua de leerstoelen Kernfysica en Wiskundige methoden in de Fysica.
Hij was zowel ondervoorzitter als voorzitter van het Italiaans Instituut voor Kernfysica (Istituto nazionale di fisica nucleare); hierbij stimuleerde hij de oprichting van laboratoria voor kernfysica in Catanië op Sicilië.
Van 1976 tot 1979 was Villi senator in Rome. Hij zetelde voor de Italiaanse Communistische Partij. In de senaat zetelde hij in zes commissies. Er was bijvoorbeeld de senaatscommissie die moest toezien op de Verdragen van Osimo (1975) tussen Joegoslavië en Italië; dit betrof een formeel akkoord over de staatsgrens rondom zijn geboortestad Triëst.